# Lorrez-le-Bocage-Préaux
Lorrez-le-Bocage-Préaux is een gemeente in het Franse departement Seine-et-Marne (regio Île-de-France) en telt 1265 inwoners (1999). De plaats maakt deel uit van het arrondissement Fontainebleau.

## Geografie
De oppervlakte van Lorrez-le-Bocage-Préaux bedraagt 19,9 km², de bevolkingsdichtheid is 63,6 inwoners per km².
De onderstaande kaart toont de ligging van Lorrez-le-Bocage-Préaux met de belangrijkste infrastructuur en aangrenzende gemeenten.

## Demografie
Onderstaande figuur toont het verloop van het inwonertal (bron: INSEE-tellingen).

1. ↑  Populations de référence 2022.